# 프로비저닝
프로비저닝(provisioning)은 사용자가 요청한 IT 자원을 사용할 수 있는 상태로 준비하는 것을 말한다. 서버 자원 프로비저닝, OS 프로비저닝, 소프트웨어 프로비저닝, 스토리지 프로비저닝, 계정 프로비저닝 등이 있다. 수동으로 처리하는 '수동 프로비저닝'과 자동화 툴을 이용해 처리하는 '자동 프로비저닝'이 있다.

## WAP
WAP 시스템이 여러개의 WAP 서버와 게이트웨이, 프록시들이 존재하게 된다.  이때 단말기는 원하는 서버에 접근하기 위해서, 무선과 여러 통신 요소들을 거쳐야 하는데, 이때 WAP 프로비저닝이 각기 다른 네트워크 요소들을 사용하는 데 일반적인 방법을 제공하게 된다.
WAP 프로비저닝의 방법은 단말기에 하드 코딩되어 있는 방법, SMS를 통해 망 사업자가 날려주는 방법, Push OTA를 통해 웹에서 설정하는 방법 등이 있다.
다음과 같은 규격이 있다.
- WAP-182-PROVARCH